# Потенциометар
Потенциометар је променљиви отпорник који функционише као разделник напона. На његовој проводној површини налази се клизач чијом се променом позиције на проводној површини мења отпор на крајевима потенциометра. У електричном колу је везан редно.

## Теорија рада
{\displaystyle V_{\mathrm {L} }={R_{2}//R_{\mathrm {L} } \over R_{1}+R_{2}//R_{\mathrm {L} }}\cdot V_{s}}
{\displaystyle V_{\mathrm {L} }={R_{2}R_{\mathrm {L} } \over R_{1}R_{\mathrm {L} }+R_{2}R_{\mathrm {L} }+R_{1}R_{2}}\cdot V_{s}}
{\displaystyle V_{\mathrm {L} }={R_{2} \over R_{1}+R_{2}}\cdot V_{s}}
{\displaystyle V_{\mathrm {S} }=10\ \mathrm {V} }, {\displaystyle R_{1}=1\ \mathrm {k\Omega } }, {\displaystyle R_{2}=2\ \mathrm {k\Omega } }, and {\displaystyle R_{\mathrm {L} }=100\ \mathrm {k\Omega } }.
{\displaystyle {2\ \mathrm {k\Omega }  \over 1\ \mathrm {k\Omega } +2\ \mathrm {k\Omega } }\cdot 10\ \mathrm {V} ={2 \over 3}\cdot 10\ \mathrm {V} \approx 6.667\ \mathrm {V} }

## Ранији патенти
- Carbon track potentiometer, Thomas Edison, 1872
- Mary Hallock-Greenewalt invented a type of nonlinear rheostat for use in her visual-music instrument the Sarabet (US Patent 1,357,773, 1920)